# Кебырыб
Кебырыб (с коми —  «поле с кулак») — деревня в Усть-Вымском районе Республики Коми в составе сельского поселения Гам. 

## Этимология
Название восходит финно-угорскими словам, на языке коми кыбыр — «кулак», а ыб — «возвышенность», то есть кебырыб «небольшое поле на возвышенности», буквально — «поле с кулак».

## География
Расположена на правобережье Вычегды на расстоянии примерно 19 км по прямой от районного центра села Айкино на юго-запад.  

## История
Деревня известна с 1784 года
.

## Население
Постоянное население  составляло 30 человек (коми 57%) в 2002 году, 30 в 2010 .